# ماسانوري هاياشي
ماسانوري هاياشي (باليابانية: 林昌範؛ بالكانا: はやし まさのり) هو لاعب كرة قاعدة ياباني، ولد في 19 سبتمبر 1983 في فوناباشي في اليابان.

## وصلات خارجية
- ماسانوري هاياشي على موقع الدوري الياباني لكرة القاعدة (الإنجليزية)
- ماسانوري هاياشي على موقعبيزبول رفرنس.كوم (الدوري الثانوي) (الإنجليزية)